# Opregte Steenwijker Courant
De Opregte Steenwijker Courant (of afgekort als Steenwijker Courant), is een krant die uitkomt in de Nederlandse stad Steenwijk en de gemeente Steenwijkerland. 
Het is een krant met lokaal en regionaal nieuws, die drie keer in de week uitkomt (maandag, woensdag en vrijdag). De Steenwijker Courant wordt uitgegeven door Mediahuis Noord, dezelfde uitgever als die van de naburige kranten de Stellingwerf (Wolvega en gemeente Weststellingwerf) en de Meppeler Courant (Meppel en omstreken).
Sinds begin 2013 kunnen abonnees de volledige Steenwijker Courant ook op internet lezen. De redactie van de Steenwijker Courant is gevestigd in Meppel.

## Trivia
- De krant wordt door vele, vooral oudere, abonnees liefkozend 't olde wief genoemd.